# From the Heart (Hank Crawford)
| Recensione | Giudizio |
| ---------- | -------- |
| AllMusic   |          |

From the Heart è il terzo album discografico del sassofonista jazz statunitense Hank Crawford, pubblicato dalla casa discografica Atlantic Records nel 1962.

## Tracce

### LP
Lato A
1. Don't Cry Baby – 4:18 (Stella Unger, Saul Bernie, Jimmy Johnson) – Registrato il 13 aprile 1962
2. Sweet Cakes – 3:35 (Hank Crawford) – Registrato l'8 novembre 1961
3. You've Changed – 3:16 (Bill Carey, Carl T. Fischer) – Registrato il 13 aprile 1962
4. Baby Let Me Hold Your Hand – 3:50 (Ray Charles) – Registrato l'8 novembre 1961
5. Sherri – 4:55 (Hank Crawford) – Registrato il 13 aprile 1962

Lato B
1. The Peeper – 3:06 (Hank Crawford) – Registrato il 13 aprile 1962
2. But on the Other Hand – 5:00 (Percy Mayfield) – Registrato il 16 maggio 1962
3. Stoney Lonesome – 5:40 (Hank Crawford) – Registrato il 16 maggio 1962
4. What Will I Tell My Heart – 5:07 (Peter Tinturin, Jack Lawrence, Irving Gordon) – Registrato l'8 novembre 1961

## Musicisti
- Hank Crawford - sassofono alto
- Dave Newman - sassofono tenore
- Leroy Cooper - sassofono baritono
- John Hunt - tromba
- Phil Guilbeau - tromba (tromba solo nel brano: Stoney Lonesome)
- Edgar Willis - contrabbasso
- Bruno Carr - batteria
- Sonny Forrest - chitarra (solo nei brani: Don't Cry Baby, You've Changed, Sherri e The Peeper)

Note aggiuntive
- Nesuhi Ertegun - produttore, supervisore
- Registrazioni effettuate l'8 novembre 1961 ed il 13 aprile e 16 maggio 1962 a New York City, New York
- Tom Dowd e Phil Iehle - ingegneri delle registrazioni
- Jim Marshall - fotografia copertina album originale
- Loring Eutemey - design copertina album originale
- Les Davis - note retrocopertina album originale[1]